# Mr Saxobeat
Mr. Saxobeat – drugi singiel rumuńskiej wokalistki Alexandry Stan pochodzący z albumu Saxobeats wydany 28 stycznia 2011 roku przez wytwórnię płytową MAAN Music Label.

## Teledysk
Teledysk nakręcony został w MediaPro Studio w październiku 2010 roku. Oficjalny making-of ukazał się w listopadzie na kanale 1Music Channel. Premiera teledysku miała miejsce 15 listopada 2010 roku na YouTubie. Przedstawia on Alexandrę Stan w momencie aresztowania, przesłuchiwania, osadzenia w więzieniu, a następnie ucieczkę z celi.

## Lista utworów
| - Digital download/French CD single 1. "Mr. Saxobeat" (Radio Edit) – 3:15 2. "Mr. Saxobeat" (Extended Mix) – 4:15 - UK digital EP 1. "Mr. Saxobeat" (UK Radio Edit) – 2:31 2. "Mr. Saxobeat" (Extended Mix) – 4:15 3. "Mr. Saxobeat" (Hi Def Radio Edit) – 3:00 4. "Mr. Saxobeat" (Hi Def Mix) – 6:53 5. "Mr. Saxobeat" (Kenny Hayes Mix) – 5:30 - Italian CD single 1. "Mr. Saxobeat" (Paolo Noise Radio Edit) – 3:33 2. "Mr. Saxobeat" (Paolo Noise Extended) – 6:04 3. "Mr. Saxobeat" (Gabry Ponte Radio Edit) – 3:02 4. "Mr. Saxobeat" (Gabry Ponte Extended) – 6:03 5. "Mr. Saxobeat" (Ali6 Remix) – 3:22 6. "Mr. Saxobeat" (Wender Remix) – 5:55 - German digital download 1. "Mr. Saxobeat" (Radio Edit) – 3:15 2. "Mr. Saxobeat" (Acoustic Version) – 3:01 3. "Mr. Saxobeat" (Extended Version) – 4:16 4. "Mr. Saxobeat" (Bodybangers Remix) – 5:51 5. "Mr. Saxobeat" (Bodybangers Remix Edit) – 3:23 - German CD single 1. "Mr. Saxobeat" (Radio Edit) – 3:17 2. "Mr. Saxobeat" (Acoustic Version) – 3:03 - German CD maxi single 1. "Mr. Saxobeat" (Radio Edit) – 3:17 2. "Mr. Saxobeat" (Bodybangers Remix Edit) – 3:22 3. "Mr. Saxobeat" (Extended Version) – 4:16 4. "Mr. Saxobeat" (Bodybangers Remix) – 5:50 5. "Mr. Saxobeat" (Acoustic Version) – 3:03 |